# Lista dos municípios filiados à AMAT
Abaixo segue-se a lista dos municípios filiados à AMAT Carajás:
- Abel Figueiredo
- Água Azul do Norte
- Anapu
- Bannach
- Bom Jesus do Tocantins
- Brejo Grande do Araguaia
- Breu Branco
- Canaã dos Carajás
- Conceição do Araguaia
- Cumaru do Norte
- Curionópolis
- Dom Eliseu
- Eldorado dos Carajás
- Floresta do Araguaia
- Goianésia do Pará
- Itupiranga
- Pará
- Marabá
- Nova Ipixuna
- Novo Repartimento
- Ourilândia do Norte
- Pacajá
- Palestina do Pará
- Parauapebas
- Pau-d'Arco
- Piçarra
- Redenção
- Rio Maria
- Rondon do Pará
- Santa Maria das Barreiras
- Santana do Araguaia
- São Domingos do Araguaia
- São Félix do Xingu
- São Geraldo do Araguaia
- São João do Araguaia
- Sapucaia
- Tucumã
- Tucuruí
- Xinguara